# Bellikon
Bellikon is een gemeente en plaats in het Zwitserse kanton Aargau en maakt deel uit van het district Baden.
Bellikon telt 1.563 inwoners.